# Olof Olsson (jurist)
Olof Christian Olsson, född 30 mars 1944 i Fryksände församling, Värmlands län, är en finländsk jurist. Han är son till Curt Olsson. 
Olsson blev juris licentiat och vicehäradshövding 1972. Under en lång juristkarriär har han bland annat varit biträdande professor i handelsrätt vid Svenska social- och kommunalhögskolan i Helsingfors 1973–1982, konsultativ tjänsteman vid finansministeriet 1982–1986 och från 1993 förvaltningsråd vid Högsta förvaltningsdomstolen. 
Olsson har varit en central makthavare inom det finlandssvenska kultur- och organisationslivet; han var ordförande i Svenska Teaterns styrelse 1992–1999, invaldes i Svenska Litteratursällskapets finansråd 1994 och har suttit i ledningen för en rad stiftelser. År 1988 blev han ledamot av Ålandsdelegationen. 